# Lasaeola yona
Lasaeola yona là một loài nhện trong họ Theridiidae.
Loài này thuộc chi Lasaeola. Lasaeola yona được miêu tả năm 2000 bởi Yoshida & Ono.